# Hươu Barbary
Hươu Barbary hay Hươu Atlas (Danh pháp khoa học: Cervus elaphus barbarus) là một phân loài hươu đỏ có nguồn gốc từ Bắc Phi. Những con hươu Barbary có ngoại hình nhỏ hơn hươu đỏ một cách đặc trưng. Cơ thể của nó có màu nâu sẫm với một số đốm trắng trên vai và lưng. Các cái gạc hươu thiếu nhiều nhánh. Những con hươu Barbary có hoặc đã có động vật ăn thịt như sư tử Barbary, gấu Atlas, beo Barbary, nhưng chúng đã có thể bị tuyệt chủng hoặc có nguy cơ tuyệt chủng.

## Tổng quan
Hươu Atlas được coi là thành viên duy nhất của họ Hươu nai là có nguồn gốc từ châu Phi, ở châu Phi, quần thể hươu nai được thay thế bằng quần thể linh dương. Chúng phát triển mạnh trong những khu vực rừng ẩm của Algeria, Tunisia và Maroc. Nó ban đầu đã bị săn bắt đến tuyệt chủng ở sau này, nhưng mẫu vật từ người dân Tunisia đã được du nhập lại vào những năm 1990. Một số đàn có thể được tìm thấy trong Vườn Quốc gia Tazekka trong dãy núi Trung Atlas.
Nghiên cứu di truyền gần đây cho thấy rằng dân số hươu đỏ Bắc Phi là thực tế không thể phân biệt từ Sardinia và Corsica, thường được gọi là con nai đỏ Corsica. Điều này lập luận mạnh mẽ cho việc du nhập của hươu đỏ từ Bắc Phi đến những hòn đảo Địa Trung Hải của con người. Phân tích sâu hơn cho thấy hươu Barbary, bao gồm hươu đỏ Corsica, thuộc về một loài riêng biệt, và cần được nhóm lại dưới cái tên Cervus corsicanus.